# Refojos (Silleda)
Refojos (oficialmente San Paio de Refoxos) es una parroquia española del municipio de Silleda, perteneciente a la provincia de Pontevedra, en la comunidad autónoma de Galicia.

## Toponimia
La parroquia puede aparecer referida como «Refojos» y «Refoxos».

## Historia
Hacia mediados del siglo XIX, la parroquia tenía contabilizada una población de 130 habitantes. Aparece descrita en el decimotercer volumen del Diccionario geográfico-estadístico-histórico de España y sus posesiones de Ultramar de Pascual Madoz con las siguientes palabras:

REFOJOS (San Payo): felig. en la prov. de Pontevedra (8 leg.), part. jud. de Lalin (1), dióc. de Lugo, ayunt. de Chapa. sit. en una quebrada, á la izq. del r. Deza; clima sano. Tiene unas 27 casas, en las ald. de Cadesin, Corrospedriños, Lázara y la de su nombre. La igl. parr. (San Pelayo), de la que es aneja la de Sto. Tomé de Parada, se halla servida por un cura de primer ascenso, y patronato real y ecl. Confina NO. Graba; SE. Laro; N. Seador, y al S: los límites del ayunt. y part. El terreno es desigual, y de mediana calidad. prod.: trigo, maiz, centeno, patatas, hortalizas, frutas, castañas, maderas y pastos; se cria ganado vacuno, de cerda y lanar, y caza de varias especies. pobl.: 27 vec., 130 alm. contr.: con su ayunt. (V.).
(Madoz, 1849, p. 396)

En la actualidad, pertenece al municipio de Silleda. En 2022, tenía empadronados 97 habitantes.